# Castello di Scalea
Il castello di Scalea, noto anche come ruderi del castello normanno, è un rudere di un castello costruito su uno sperone roccioso sul paese di Scalea, risalente al XI o al XII secolo. Rimangono visibili solo i muri perimetrali e una torre. Una leggenda narra che il castello sia collegato con un passaggio sotterraneo all'antica Torre Talao che sorge su un imponente scoglio. 

## Storia
Venne costruito nell'XI secolo come fortezza militare dai Normanni sui resti di una rocca longobarda e restaurato successivamente dagli Svevi, dagli Angioini e poi dagli Aragonesi. Durante la dominazione normanna, al suo interno si incontrarono i fratelli Ruggero e Roberto d'Altavilla per dividersi i territori calabresi. 
Dopo essere stata una fortezza angioina, nel XV secolo divenne una residenza privata dei vari signori che si avvicendarono nel dominio dei feudi della zona: verso il 1499 il feudo ed il castello di Scalea furono acquistati dal duca Francesco di Sanseverino. Nel 1501 il castello fu comperato da Giovanni Caracciolo e, nel 1525 passò alla figlia Isabella che andò in sposa a Ferrante Spinelli duca di Castrovillari (Spinelli) che divenne il nuovo proprietario del castello. Alla morte di Francesco Spinelli il castello rimase di proprietà della famiglia fino alla fine della feudalità. Poi fu venduto dagli eredi agli attuali proprietari. 
Il castello fu abbandonato alla fine del XVIII secolo e presto andò in rovina. 
Tra i ruderi venne costruito nel 1908 un serbatoio d’acqua come primo acquedotto di Scalea.

## Galleria d'immagini

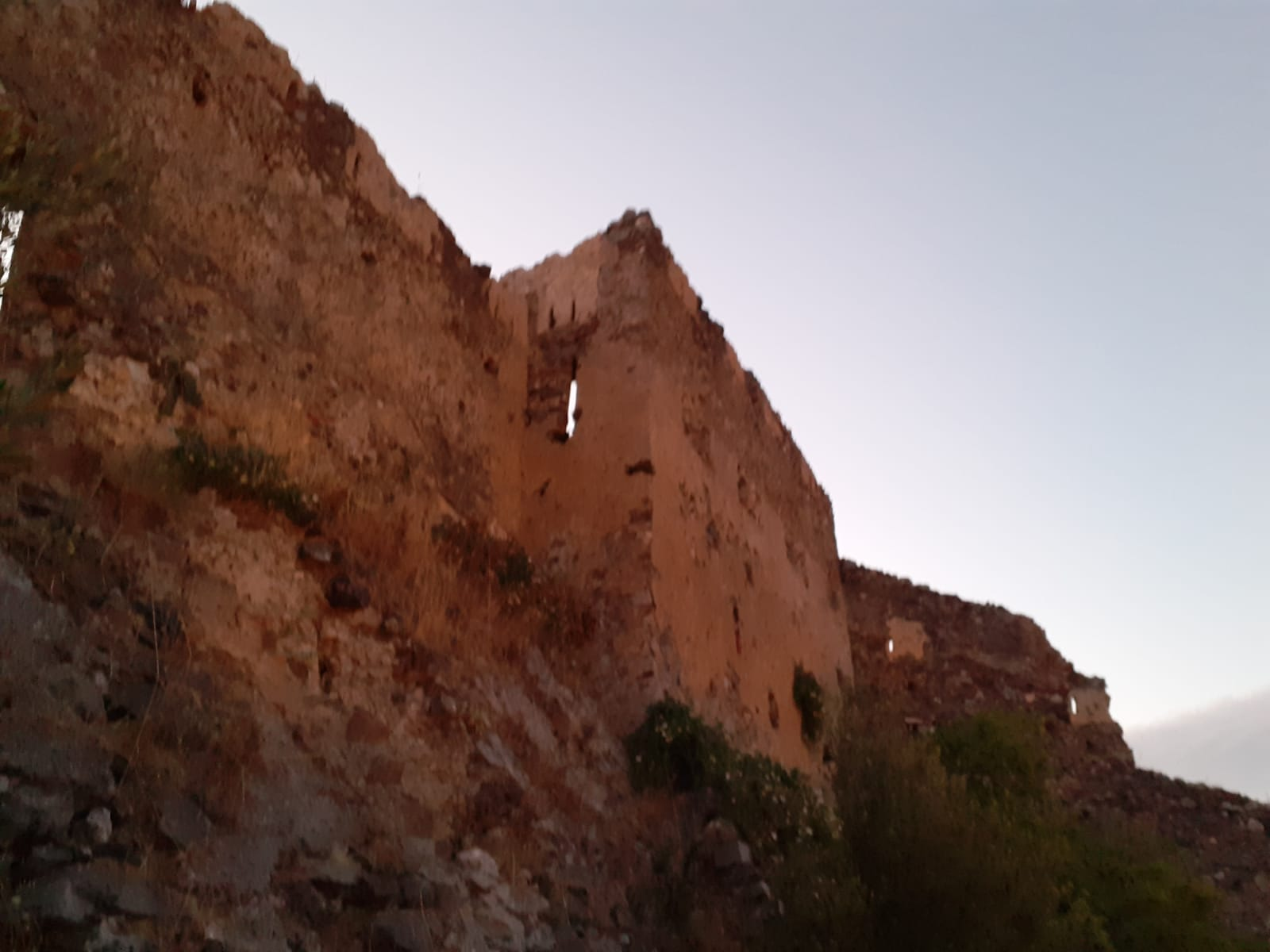
Vista dal basso dei resti del castello
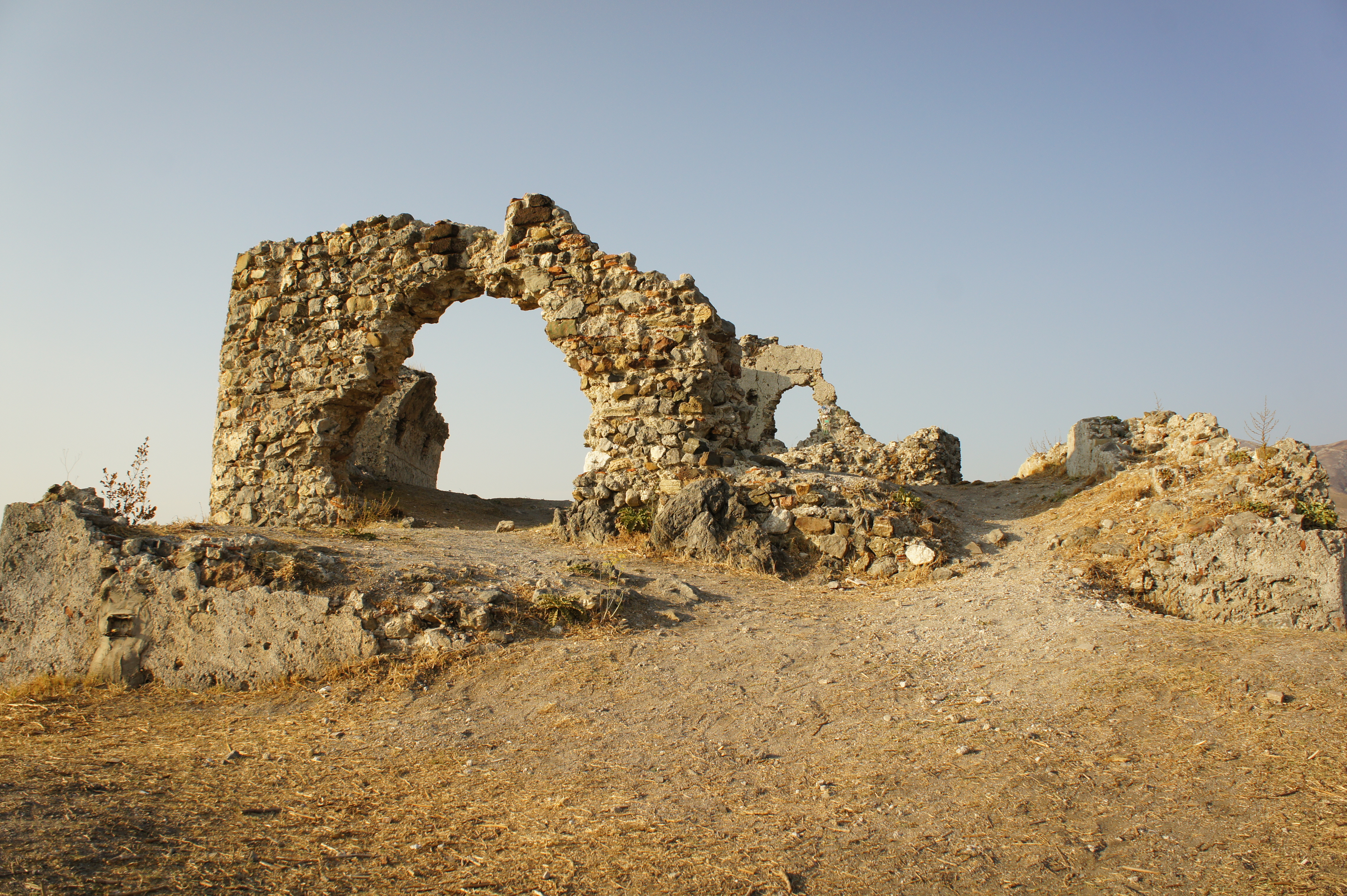
Resti sulla sommità